# Anton Alexandru Necșulea
Anton Alexandru Necșulea (n. 28 ianuarie 1908, Râmnicu Vâlcea – d. 13 octombrie 1993, București), inginer, unul dintre specialiștii de seamă români în acustică și electroacustică.
A creat primele laboratoare de cercetări pentru fonoabsorbanți, microfoane și difuzoare din România. care a contribuit decisiv la repunerea rapidă în funcțiune a studiourilor de Radiodifuziune bombardate în timpul războiului.
A condus lucrările de construire a noii Case Radio și a Sălii de Concerte Radio (ambele din strada General Berthelot), precum și a Sălii Palatului din București.
Între anii 1935 și 1973 a fost director tehnic al Radiodifuziunii Române.
Pe 23 martie 1993 devine membru de onoare al Academiei Române.

## Lucrări (selecție)
- „Bazele acusticii clădirilor” (1960)
- „Electroacustica în sonorizare” (1963)